# 747
Раннє Середньовіччя. Триває чума Юстиніана. У Східній Римській імперії триває правління Костянтина V. Більшу частину території Італії займає Лангобардське королівство, деякі області належать Візантії. У Франкському королівстві формально править король Хільдерих III, але фактична влада належить Піпіну Короткому. Піренейський півострів, окрім Королівства Астурія, у руках маврів. В Англії триває період гептархії. Центр Аварського каганату лежить у Паннонії. Існують слов'янські держави: Карантанія та Перше Болгарське царство.
Омеядський халіфат займає Аравійський півострів, Сирію, Палестину, Персію, Єгипет, Північну Африку та Піренейський півострів. У Китаї править династія Тан. Індія роздроблена. У Японії триває період Нара. Хазарський каганат підпорядкував собі кочові народи на великій степовій території між Азовським морем та Аралом. Виник Уйгурський каганат.
На території лісостепової України в VIII столітті виділяють пеньківську й корчацьку археологічні культури. У VIII столітті тривало швидке розселення слов'ян. У Північному Причорномор'ї співіснують різні кочові племена, зокрема булгари, хозари, алани, авари, тюрки, кримські готи.

## Події
- В Європі шириться чума.
- Франкський мажордом Карломан постригся в Римі у ченці, вся влада в Франкському королівстві перейшла до його брата Піпіна. Син Карломана Дрогон отримав Австразію під опікою дядька, брата Гріффона на вимогу Карломана випустили з в'язниці.
- Візантійці розбили арабський флот, захопили Крит.
- Араби напали на Сицилію.
- Абу Муслім розпочав у Хорасані повстання проти Омеядів. У Мерві до нього приєднався засновник династії Аббасидів Абу-ль-Аббас ас-Саффах.
- Єменські хариджити захопили Мекку.